# Strada de aur
Strada de aur (în cehă Zlatá ulička) este o străduță celebră situată în incinta Cetății din Praga, Republica Cehă, în cartierul Hradčany. Ea este formată dintr-un șir de unsprezece case colorate relativ joase, care au fost construite în stil manierist la sfârșitul secolului al XVI-lea pentru a-i găzdui pe cei douăzeci de gardieni ai împăratului Rudolf al II-lea de Habsburg (1555-1612), precum și familiile acestora.
Numele său se datorează aurarilor care au locuit mai târziu în acel loc. Strada a fost cunoscută și sub numele de Strada Alchimiștilor sau Aleea Alchimiștilor, din cauza unei legende că acolo ar fi locuit în secolul al XVI-lea câțiva alchimiști care încercau să transforme fierul în aur pentru împăratul Rudolf al II-lea și să obțină piatra filozofală și elixirul vieții. Nu există însă dovezi că alchimiști au lucrat sau au locuit acolo și se pare că aceștia ar fi locuit pe o stradă aflată în apropiere. Mai târziu au locuit pe această stradă, pentru o perioadă scurtă de timp, scriitori renumiți precum Franz Kafka și Jaroslav Seifert.
Astăzi, Strada de aur este unul dintre cele mai vizitate locuri din capitala Republicii Cehe, aici aflându-se galerii de artă și magazine de suveniruri. Ea se bucură de o mare popularitate în rândul turiștilor datorită aspectului caselor sale colorate cu ferestre și uși mici, a acoperișurilor joase și a coșurilor de fum.

## Localizare

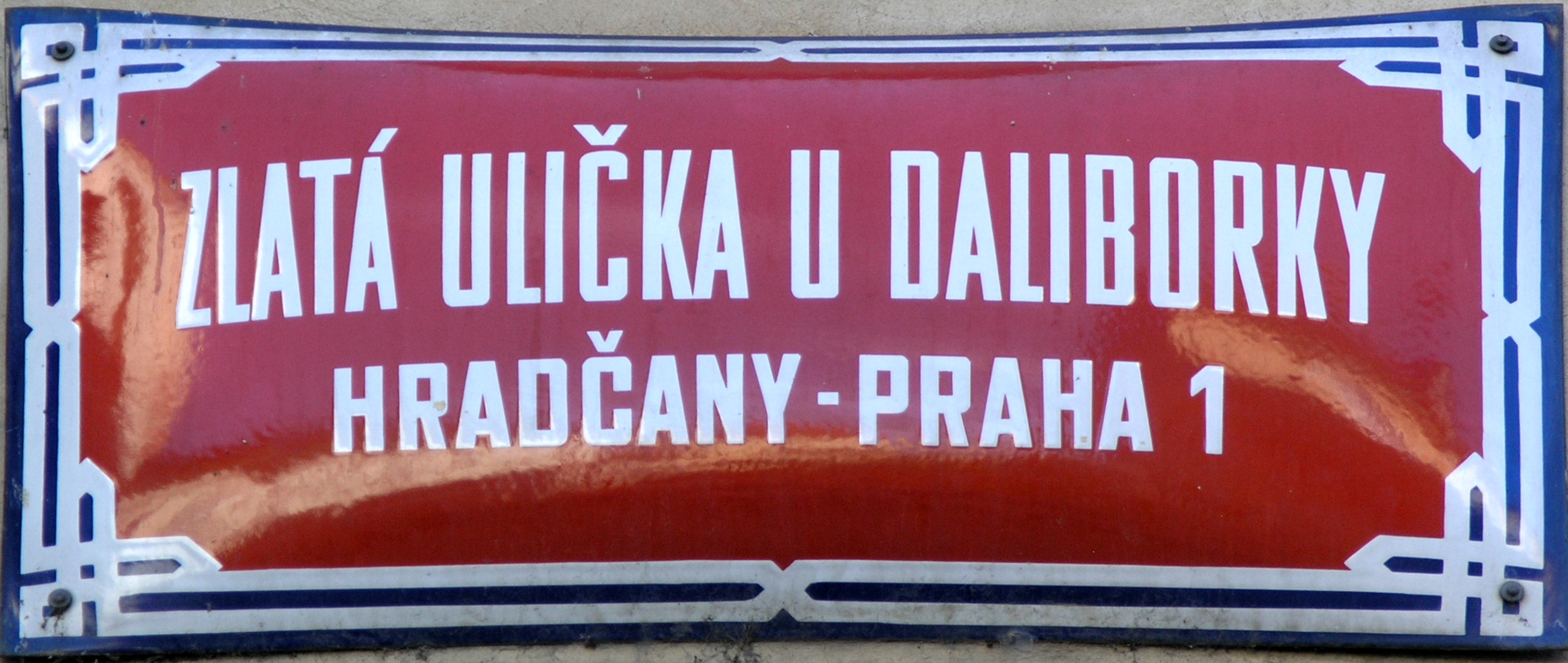
Placă cu numele străzii.

Strada de aur se află în partea de nord-est a Cetății Praga și la sud-est de Grădinile Regale. Situată lângă Mănăstirea Sf. Gheorghe, ea se învecinează cu Turnul Alb (Bílá svěž) la vest și cu Turnul Daliborka (Daliborka svěž) și Turnul Negru (Černá svěž) la est.

## Istoric

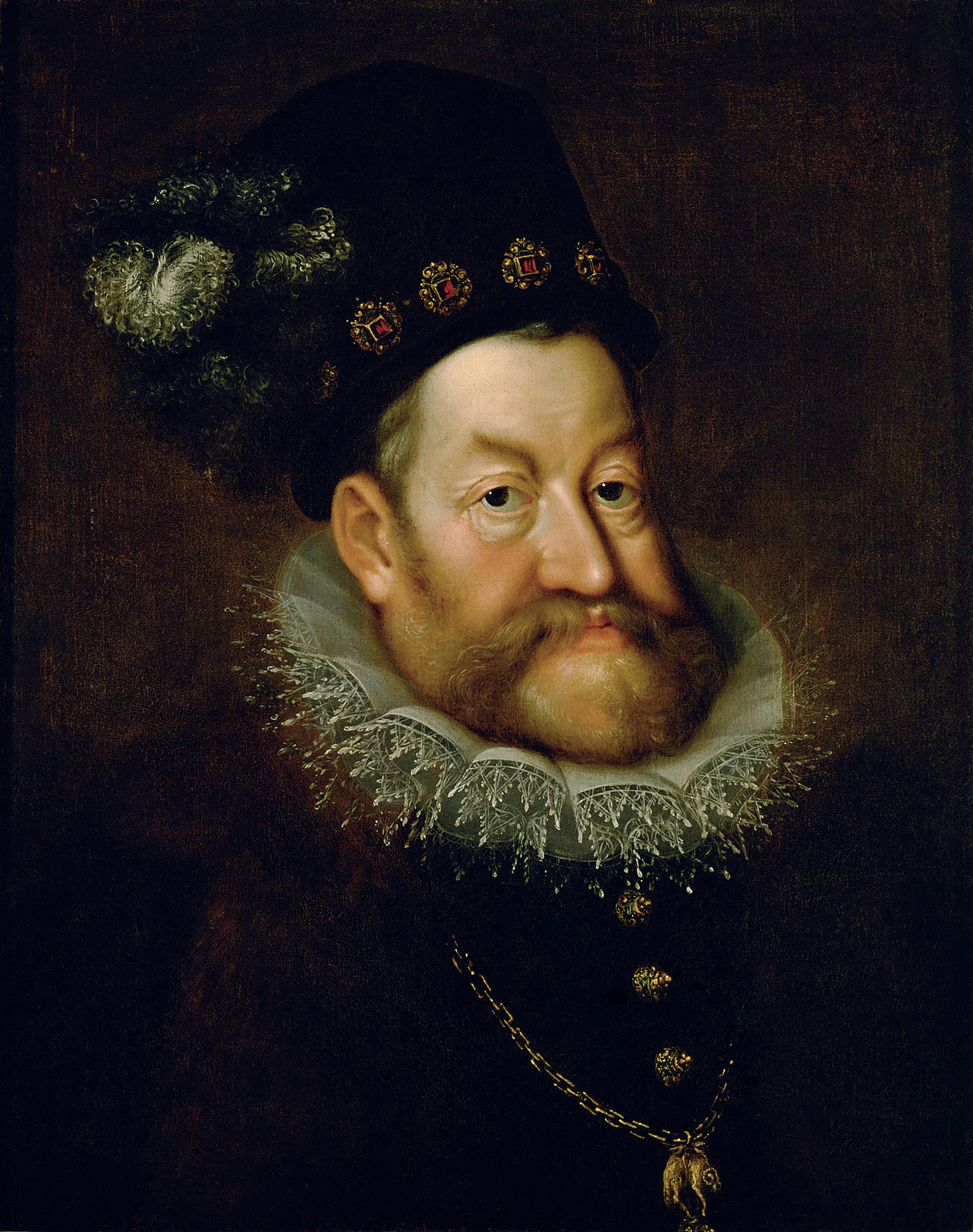
Împăratul Rudolf al II-lea a fost pasionat de alchimie și de astrologie.

### Construcție
Prin rescriptul din 16 septembrie 1597, Rudolf al II-lea de Habsburg a acordat dreptul de a se stabili aici celor 24 de gardieni regali („tunarii roșii”) și membrilor familiilor lor. Ei și-au construit casele pe cheltuiala proprie. Dimensiunile mici ale acestor case și amplasarea lor lângă zidurile cetății s-au datorat probabil lipsei de spațiu din zonele aflate în apropierea Castelului Praga sau, poate, nemulțumirii stareței Mănăstirii Sf. Gheorghe care se plângeau de comportamentul nepotrivit al acestor oameni.
Casele aveau și o serie de dependințe care au fost demolate în cursul reamenajării străzii din anul 1864, rămânând doar casele de la zidul nordic.

### Secolul al XX-lea
Strada de aur a devenit celebră prin faptul că aici au locuit în secolul al XX-lea mai multe personalități culturale (poeți, prozatori, 
În noiembrie 1916 scriitorul evreu ceh Franz Kafka s-a mutat pe Strada de aur, împreună cu sora sa, Ottla, pentru a scrie în liniște și a locuit până în martie 1917 în casa de la numărul 22. El a scris aici majoritatea povestirilor ce au fost publicate în volumul „Un medic de țară”. În această casă există astăzi o librărie în care sunt vândute în special cărțile lui Kafka. 
Tot pe această stradă, în acasa de la numărul 12, a locuit în 1929 poetul și jurnalistul ceh Jaroslav Seifert (1901-1986), care a fost unul dintre semnatarii Cartei 77 și a obținut Premiul Nobel pentru Literatură în anul 1984. În aceeași casă au locuit în alte perioade și scriitorii František Halas și Vítězslav Nezval. 
Într-o altă casă a locuit înainte de al Doilea Război Mondial celebra ghicitoare pragheză Matylda Průšová, care folosea pseudonimul de Madame de Thébes. Ea a murit în cele din urmă a murit din cauza torturii în timpul interogatoriilor Gestapo-ului.
Casele au fost locuite până la cel de-al Doilea Război Mondial. După război, Oficiul Președintelui Cehoslovaciei a cumpărat casele de la ultimii proprietari, iar strada a fost restaurată sub îndrumarea arhitectului Pavel Janák până în anul 1955. Ideea văruirii fațadelor în culori diferite i-a aparținut pictorului și cineastului Jiří Trnka.

### Secolul al XXI-lea

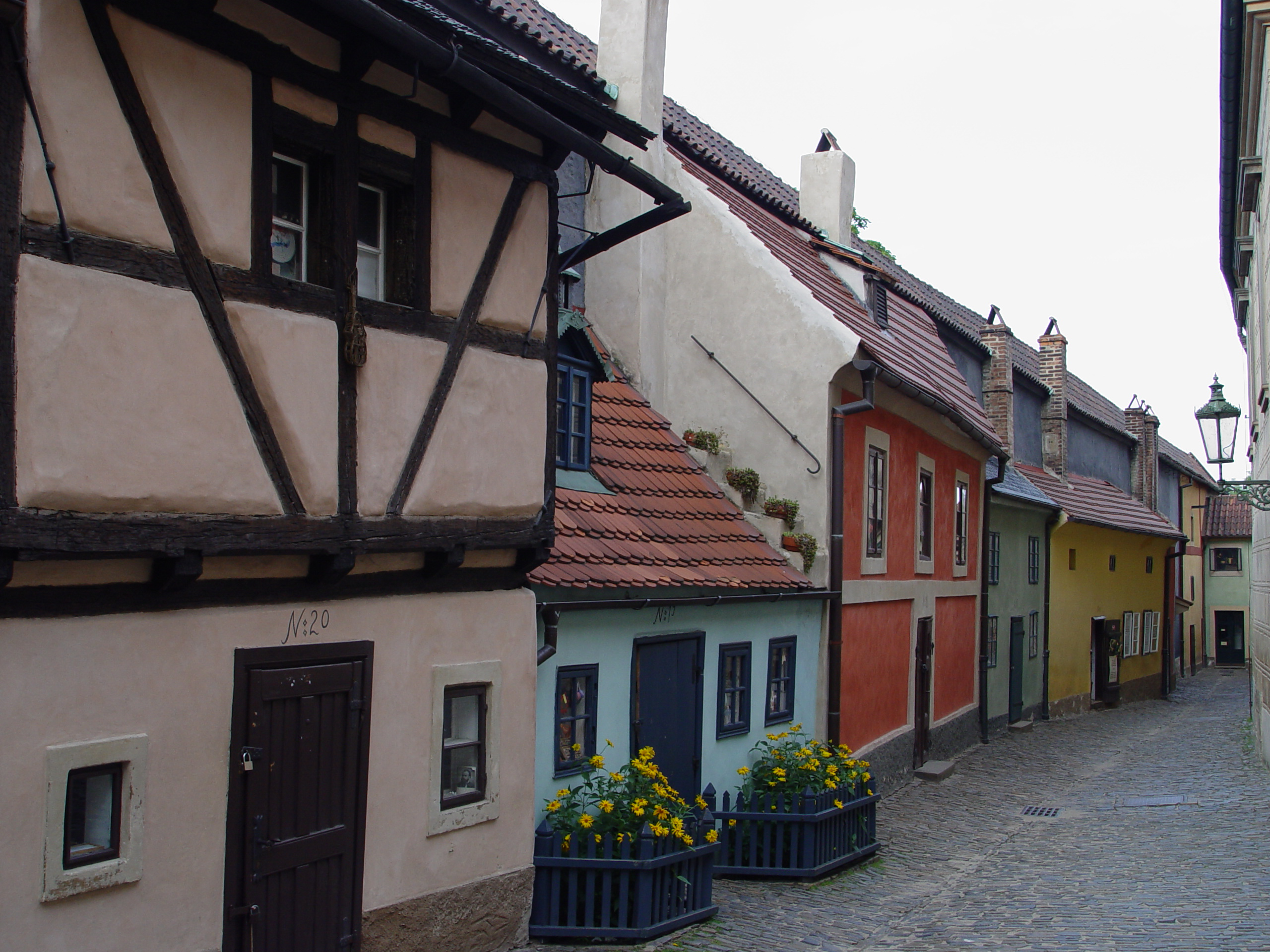
Strada de aur

Strada a trecut începând din mai 2010 printr-o lucrare amplă de restaurare. Această lucrare a permis deschiderea unei expoziții dedicate istoriei sale din perioada 1600-1956. Strada de aur a fost deschisă din nou pentru public la 1 iunie 2011.
Astăzi străduța face parte din inelul mic și mare al castelului (de exemplu, intrarea este disponibilă prin plata unei taxe), dar începând de la ora de închidere a spațiilor interioare ale Castelului Praga se poate intra gratuit. În zilele noastre există mai multe magazine de suveniruri în casele de pe această stradă și un muzeu de armuri medievale într-o fostă fortificație din secolul al XIV-lea accesibilă de pe Strada de aur.
Strada de aur este conectată cu Turnul Dalibor, care era folosit ca temniță în perioada medievală (începând din 1496).